# Illicium wardii
Illicium wardii är en tvåhjärtbladig växtart som beskrevs av Albert Charles Smith. Illicium wardii ingår i släktet Illicium och familjen Schisandraceae. Inga underarter finns listade.